# Leptodactylus poecilochilus
Leptodactylus poecilochilus é uma espécie de anfíbio  da família Leptodactylidae.
Pode ser encontrada nos seguintes países: Colômbia, Costa Rica, Panamá, Venezuela e possivelmente em Nicarágua.
Os seus habitats naturais são: campos de gramíneas subtropicais ou tropicais secos de baixa altitude, campos de gramíneas de baixa altitude subtropicais ou tropicais sazonalmente húmidos ou inundados, lagos de água doce intermitentes, marismas de água doce, marismas intermitentes de água doce, pastagens, lagoas e canals e valas.